# Hypselodelphys violacea
Espèce
Synonymes
- Donax violacea (Ridl.) Roberty[1]
- Trachyphrynium muricatum Pierre[1]
- Trachyphrynium preussianum K.Schum.[1]
- Trachyphrynium violaceum Ridl.[1]

Hypselodelphys violacea est une espèce de plantes de la famille des Marantaceae et du genre Hypselodelphys, présente en Afrique tropicale.

## Description
C'est une liane grimpante ligneuse, de plusieurs mètres de long, à rhizome et pousses ramifiées évoquant le bambou. Les fleurs sont blanches, roses ou violacées, d'où son nom. Les fruits triangulaires, d'environ 5 cm de diamètre, contiennent des graines noires sans arille,.

## Distribution
L'espèce est présente en Afrique tropicale, de la Guinée et la Sierra Leone jusqu'au Cameroun, et de là vers le sud jusqu'en république démocratique du Congo et en Angola.

## Habitat
On la rencontre dans les recrus secondaires et en lisière de forêt, dans les endroits humides,.

## Utilisation
On se sert des tiges fendues pour confectionner des paniers et des nattes. Au Gabon on utilise les tiges pour faire des pièges, au Ghana pour faire des sifflets.
On consomme les fruits en Sierra Leone, on mastique les graines au Nigeria.
En médecine traditionnelle, on utilise parfois les fruits séchés et moulus pour préparer des émétiques ou des antidotes en cas de morsure de serpent.